# Steinbach (Eichsfeld)
Steinbach (Eichsfeld) is een gemeente in de Landkreis Eichsfeld in het noorden van Thüringen in Duitsland.
Steinbach is een van oorsprong Hoogduits sprekende plaats, en ligt aan de Uerdinger Linie. Steinbach telt 530 inwoners.

## Gebouwen

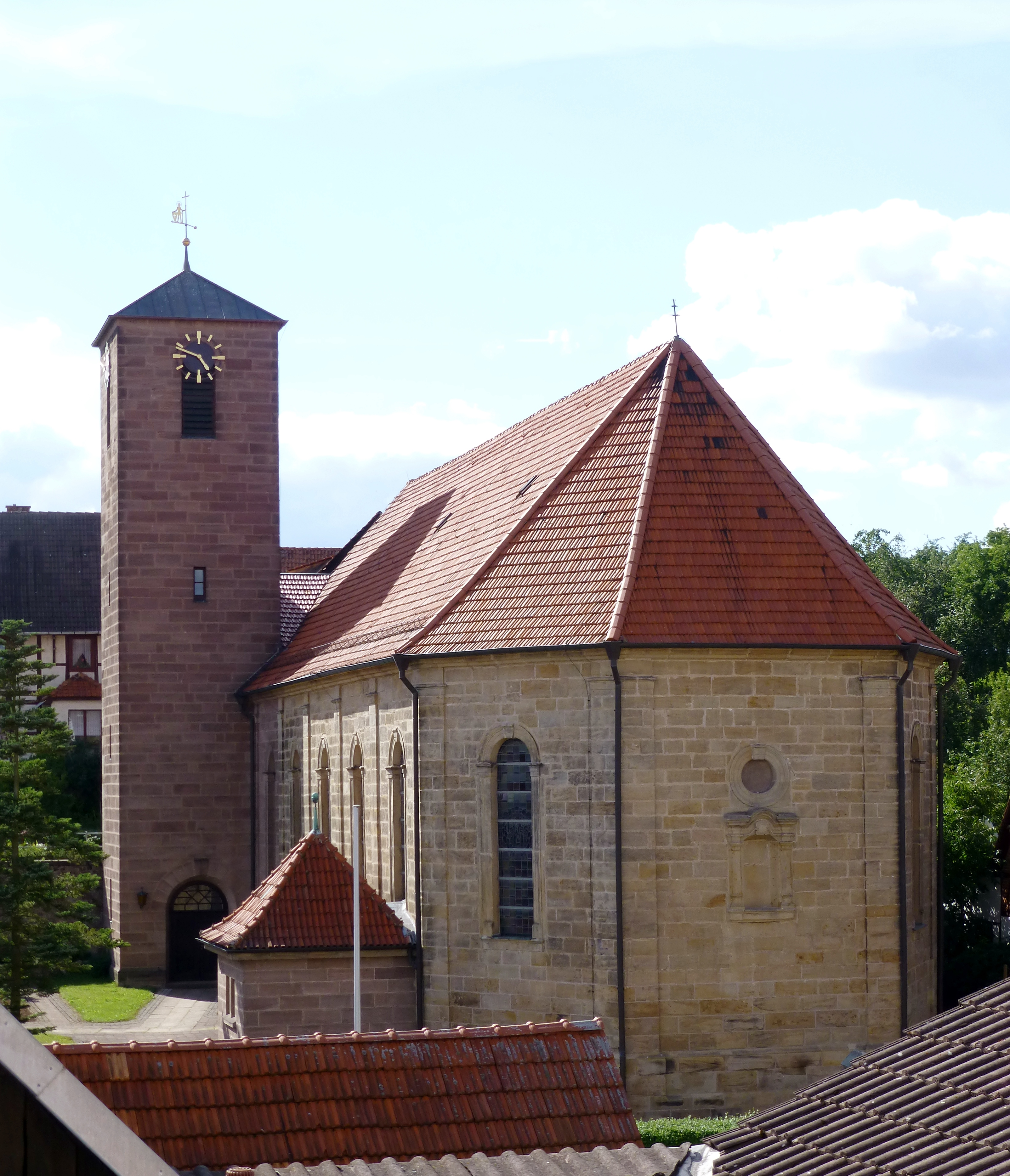
Kerk in Steinbach

Steinbach heeft een katholieke kerk uit 1779. De kerk is gewijd aan St. Mauritius. Opmerkelijk is het hoogaltaar in barokstijl.